# Claveupodes delicatus
Claveupodes delicatus är en spindeldjursart som beskrevs av Strandtmann och Prasse 1977. Claveupodes delicatus ingår i släktet Claveupodes och familjen Eupodidae. Inga underarter finns listade i Catalogue of Life.